# Clare Daly
Clare Daly (Newbridge, 16 aprile 1968) è una politica e attivista per la pace irlandese membro dei Independents for Change. Deputata al Parlamento europeo dal 2019 al 2024 e in precedenza deputata irlandese dal 2011 al 2019.
Negli anni '80 Daly era sin da adolescente membro del Partito Laburista, ma in seguito fu espulsa insieme ad altri dopo che furono accusati di essere trotskisti infiltrati nel partito. In seguito divenne  membro fondatore del "Militant Labour", in seguito ribattezzato Partito Socialista. Nel 1999 è stata eletta al Consiglio della Contea di Fingal, posizione che ha ricoperto per 12 anni. Daly è stata eletta come deputato del Partito Socialista per la circoscrizione di Dublino Nord alle elezioni generali del 2011. Dal 2012, Daly ha avuto una stretta associazione politica con Mick Wallace. Dopo che il Partito Socialista condannò Wallace per evasione fiscale, Daly lasciò il partito nell'agosto 2012 e formò Sinistra Unita.
Da quando è diventata eurodeputata, Daly ha attirato l'attenzione internazionale per le sue posizioni in politica estera. Si definisce oppositrice del "militarismo UE", difende il regime siriano di Bashar al-Assad, il regime di Vladimir Putin, nega il genocidio uiguro da parte del regime cinese ed è accusata di fare propaganda per questi stati autoritari. Denuncia la repressione del governo israeliano nei confronti dei civili palestinesi. Daly ha perso il suo seggio alle elezioni del Parlamento europeo del 2024.

## Biografia
Daly è di Newbridge, nella contea di Kildare, Irlanda. Suo padre, Kevin Daly, era un colonnello dell'esercito irlandese, dove era direttore dei segnali. Lei è atea, mentre suo fratello e suo zio sono preti cattolici. Daly ha studiato contabilità all'Università di Dublino.  È stata eletta due volte presidente dell'Unione degli studenti ed è stata attiva nel movimento studentesco come attivista per il diritto all'aborto e l'informazione. Dopo aver lasciato il college ha accettato un lavoro nella sezione catering di Aer Lingus con un salario basso,  ed è diventata rappresentante sindacale della SIPTU all'aeroporto di Dublino.

## Carriera politica
Daly inizialmente si unì al Partito Laburista, dove fu eletta nel Comitato amministrativo del partito come rappresentante dei giovani. Membro della "Tendenza Militante" del Labour, venne espulsa dal partito nel 1989 insieme a Joe Higgins e ad altri sostenitori della fazione dopo che erano stati accusati di essere trotskisti infiltrati nel partito. All'inizio si chiamavano Militant Labour, nel 1996 hanno formato il Partito Socialista.

### Consigliere di contea
Daly è stata eletta consigliere della contea di Fingal per l'area di Swords nelle elezioni locali del 1999. È stata rieletta alle elezioni locali del 2004 e alle elezioni locali del 2009.
Nel 2003, Daly è stata in carcere per un mese, insieme ad altri 21 membri della Campagna Anti-Bin Tax per aver violato un'ordinanza dell'Alta Corte che impediva le proteste e che portavano all'ostruzione della politica di non raccolta del consiglio per coloro che non pagavano le tasse sui rifiuti.  Nel 2011, ha annunciato che non si sarebbe registrata per pagare una nuova tassa sulle famiglie introdotta come parte dell'ultimo bilancio di austerità, definendola "riprovevole", e dicendo a Phil Hogan, il ministro responsabile: "Non si possono portare tutti in tribunale".  È stata un'organizzatrice della campagna contro le tasse sull'acqua a Swords nel 2014.
Si candidò per la prima volta per un seggio al Dáil Éireann alle elezioni generali del 1997, ricevendo il 7,2% in quell'occasione e l'8,2% alle elezioni suppletive di Dublino Nord del 1998. Alle elezioni generali del 2002 ha ricevuto 5.501 voti (12,5%), mancando di poco un seggio. Alle elezioni generali del 2007 ha ricevuto il 9% dei voti.

## Teachta Dála
Alla fine è stata eletta al Dáil Éireann alle elezioni generali del 2011, ottenendo il 15,2% dei voti. Durante la campagna elettorale presidenziale dello stesso anno, Daly e Higgins si impegnarono a sostenere la nomina del candidato indipendente David Norris nella sua ricerca dei 20 membri dell'Oireachtas necessari per l'inclusione nella scheda elettorale.
Nel febbraio 2012, ha presentato un disegno di legge per prevedere un accesso limitato all'aborto laddove vi sia "un rischio reale e sostanziale per la vita" della donna incinta, in linea con il "Caso X". Il disegno di legge è stato respinto prima della sua seconda lettura il 19 aprile 2012. Sempre nel 2012, Daly, Higgins e Joan Collins sono state accusate di aver utilizzato le spese di viaggio per coprire le spese relative alla loro partecipazione a riunioni contro le spese domestiche in tutto il paese. Daly ha descritto la controversia su questo come una "campagna diffamatoria".

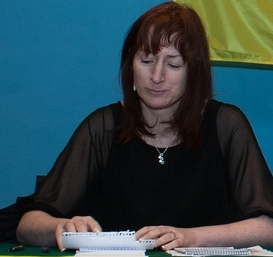
Daly il 14 gennaio 2012

Nel giugno del 2012, Daly si rifiutò di chiedere le dimissioni del suo amico e alleato politico Mick Wallace sulla scia della sua controversia sull'IVA. L' Evening Herald riferì che l' Alleanza della Sinistra Unita, di cui faceva parte il Partito Socialista, avrebbe dovuto confrontarsi con lei su questa posizione.  Daly si è dimessa dal Partito Socialista il 31 agosto 2012. In una dichiarazione, il Partito Socialista ha detto di "credere che la signora Daly si fosse dimessa perché dava più valore al suo legame politico con il deputato indipendente Mick Wallace che alle posizioni politiche e al lavoro del Partito Socialista". Daly ha descritto l'affermazione come "un'assurdità assoluta" e ha detto di non aver chiesto le dimissioni di Wallace perché il Partito Socialista non aveva chiesto le sue dimissioni. Ha chiesto una quota dell'indennità dei leader del Partito Socialista di 120.000 euro per poter continuare a finanziare le sue attività come TD indipendente.
Nell'aprile 2013, insieme a un'altra deputata, Joan Collins, ha fondato un nuovo partito politico chiamato Sinistra Unita.
Dopo il 39° vertice del G8, Daly ha accusato il governo laburista del Fine Gael di "prostituire" il paese al presidente degli Stati Uniti Barack Obama e ha criticato ciò che ha descritto come una "sbavatura" mediatica e politica nei confronti di sua moglie  Michelle e dei loro figli durante il loro soggiorno in Irlanda. Ha anche definito Obama un ipocrita e un criminale di guerra per aver parlato di pace mentre usava droni per bombardare civili stranieri e per aver voluto fornire armi ai ribelli siriani. Il Taoiseach Enda Kenny ha risposto ai suoi commenti, dicendo che erano "vergognosi" e "al di sotto di voi" dal momento che il presidente Obama aveva sostenuto la pace in Irlanda del Nord.
Nel novembre 2015, all'indomani degli attacchi di Parigi del novembre 2015, Simon Coveney del Fine Gael ha accusato Daly di aver tentato di spostare la colpa degli attacchi dagli autori alla stessa Francia e ad altri paesi europei in seguito ai commenti di Daly. Coveney ha dichiarato: "Il suggerimento in quest'Aula che dovremmo considerare noi stessi responsabili di ciò che è accaduto per le strade di Parigi è riprovevole. La Francia ha l'obbligo di difendersi". Daly ribatté criticando la volontà di Coveney di inviare truppe irlandesi in Mali e affermando che "si è fatto riferimento al fatto che la Francia è in una posizione migliore e che la Francia ha il diritto di difendere i suoi cittadini". Osservazioni precisamente "contraddittorie sono state fatte quando la Russia si è impegnata nelle stesse azioni riprovevoli bombardando la Siria in risposta agli attacchi contro la Russia. L'Occidente ha detto che la Russia non dovrebbe farlo perché sta mettendo in pericolo i suoi cittadini. Questo era corretto per la Russia, ma è corretto anche per la Francia".
Nel dicembre 2015, Daly, insieme ai parlamentari indipendenti Mick Wallace e Maureen O'Sullivan, ha presentato un'offerta di una cauzione di 5.000 euro per un uomo di 23 anni perseguito ai sensi della legge sul terrorismo presso la Corte penale speciale di Dublino, accusato di appartenenza a un'organizzazione terroristica repubblicana dissidente illegale, l'IRA.
Alle elezioni generali del 2016 si è candidata con gli Independents 4 Change nella circoscrizione di Dublino Fingal ed è stata eletta.

## Membro del Parlamento europeo

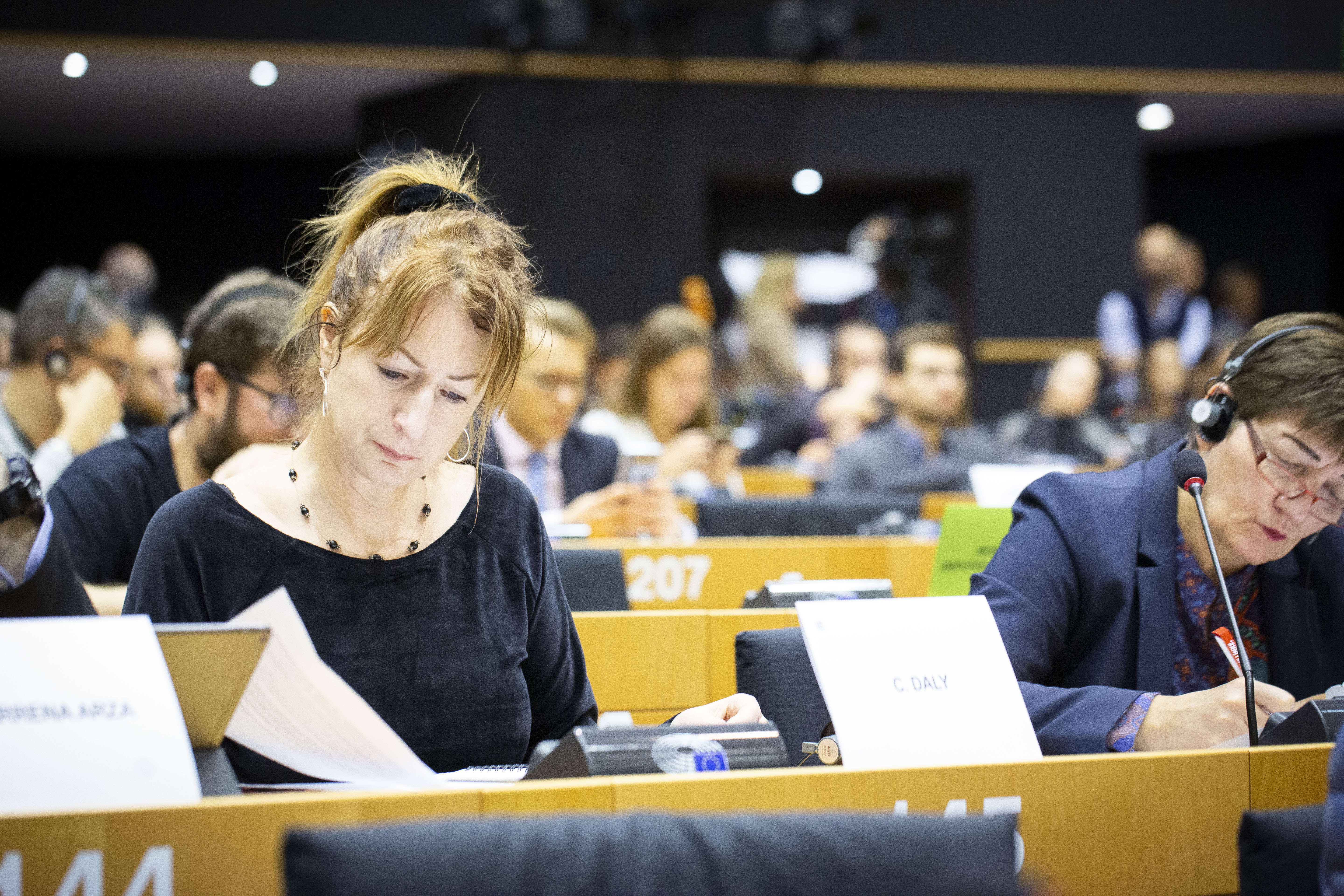
Daly il 3 ottobre 2019

Alle elezioni del Parlamento europeo del 2019 è stata eletta per la circoscrizione di Dublino. Ha ricevuto 42.305 voti di prima preferenza (11,6%) e ha conquistato il terzo seggio. 
L'Irish Times ha riferito nell'aprile 2022 che, da quando sono diventati eurodeputati, Daly e Wallace hanno avuto un alto profilo nei media controllati da Stati autoritari come Russia, Cina, Iran e Siria. L'articolo afferma che i due  "sono presentati come importanti figure internazionali che confermano le posizioni del regime". Daly era apparsa in più articoli di notizie in lingua cinese di qualsiasi altro irlandese, seguito da Wallace. 
Alle elezioni del Parlamento europeo del 2024, è stata sostenuta da celebrità come Susan Sarandon e Annie Lennox. Ha perso il seggio con 26.855 (7,1%) voti di prima preferenza. Si è rifiutatadi parlare con i giornalisti di RTÉ dicendo: "Questo risultato non costituisce un rifiuto di queste idee. Il fatto che l'establishment si sia fatto avanti con tale forza da danneggiare le mie possibilità di rielezione è una testimonianza del successo e della portata del lavoro che abbiamo svolto".

### Accuse di nepotismo e bullismo
Nel dicembre 2019, il Times ha riferito che Daly aveva nominato il suo ex marito, Michael Murphy, assistente parlamentare europeo. Le norme del Parlamento europeo vietano l'assunzione di "coniugi o partner stabili di fatto". In precedenza Daly ha lavorato con il figlio del collega eurodeputato di Independents4Change Mick Wallace. Il Times ha descritto Daly come "uno dei membri irlandesi più impegnati al Parlamento europeo in questa legislatura". Nel settembre 2020, un ex assistente parlamentare di Daly, che aveva lavorato per lei per oltre sette anni ed era stato il suo agente elettorale nelle elezioni generali del 2016, l'ha accusata di maltrattamenti e di "non avere alcun rispetto per i diritti dei lavoratori".

### Iraq e Usa

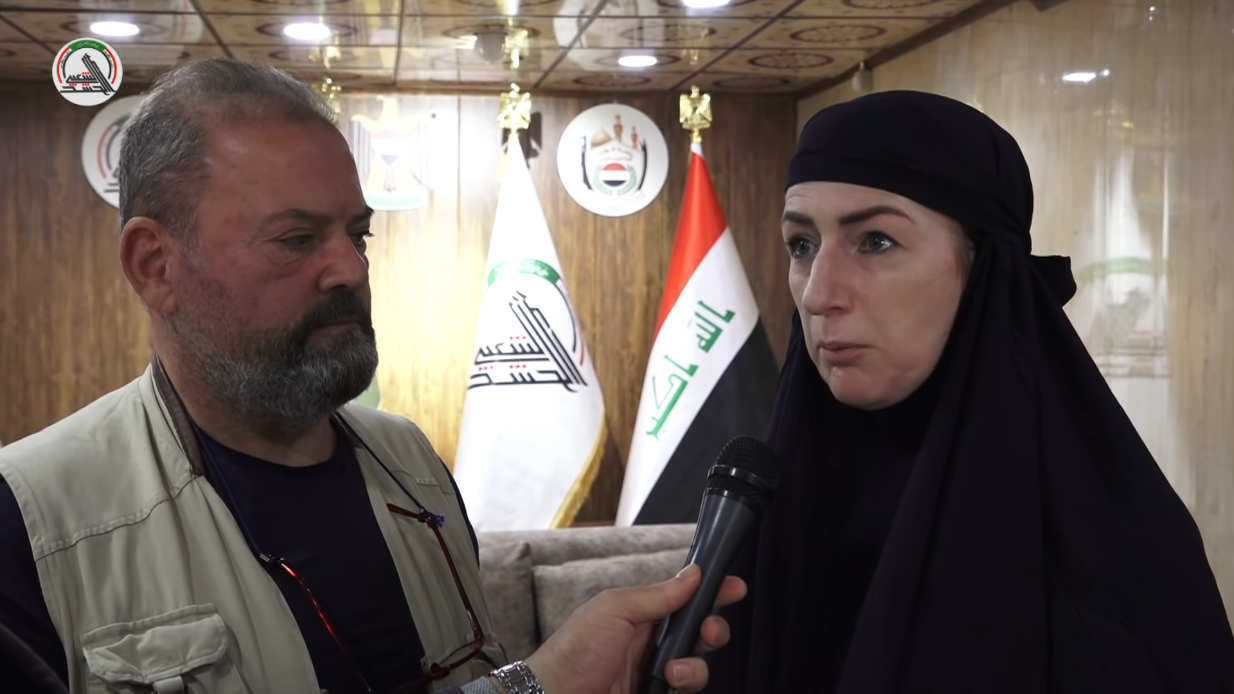
Daly durante la sua apparizione in un video promozionale pubblicato dalle Forze di Mobilitazione Popolare

Nell'aprile 2021, Daly e Wallace sono stati definiti "imbarazzanti per l'Irlanda" da Malcolm Byrne del Fianna Fáil dopo che i due eurodeputati si sono recati in Iraq e hanno visitato il quartier generale delle Forze di mobilitazione popolare (chiamate Hashed al-Shaabi in arabo), una rete paramilitare irachena sponsorizzata dall'Iran le cui milizie sono accusate di crimini di guerra.
Daly è stato intervistata dalla telecamera e ha elogiato le attività del PMF, affermando che "sostiene il diritto internazionale" a differenza "degli Stati Uniti e di molti paesi europei". L'intervista è stata poi utilizzata in un video promozionale dall'organizzazione. Byrne ha affermato che il PMF ha "attirato i gay verso la morte" e che Daly e Wallace hanno permesso "di essere usati come strumenti di propaganda".
Dopo il ritorno dall'Iraq, Daly ha detto che una priorità per un certo numero di politici iracheni è la partenza delle forze militari statunitensi. Ha aggiunto che, dal momento che il parlamento iracheno ha votato a favore di un ritiro delle truppe americane, le forze statunitensi sono "una potenza occupante, quindi in questo senso sono un bersaglio leale. Secondo il diritto internazionale sono un obiettivo legittimo".

### Russia e Ucraina

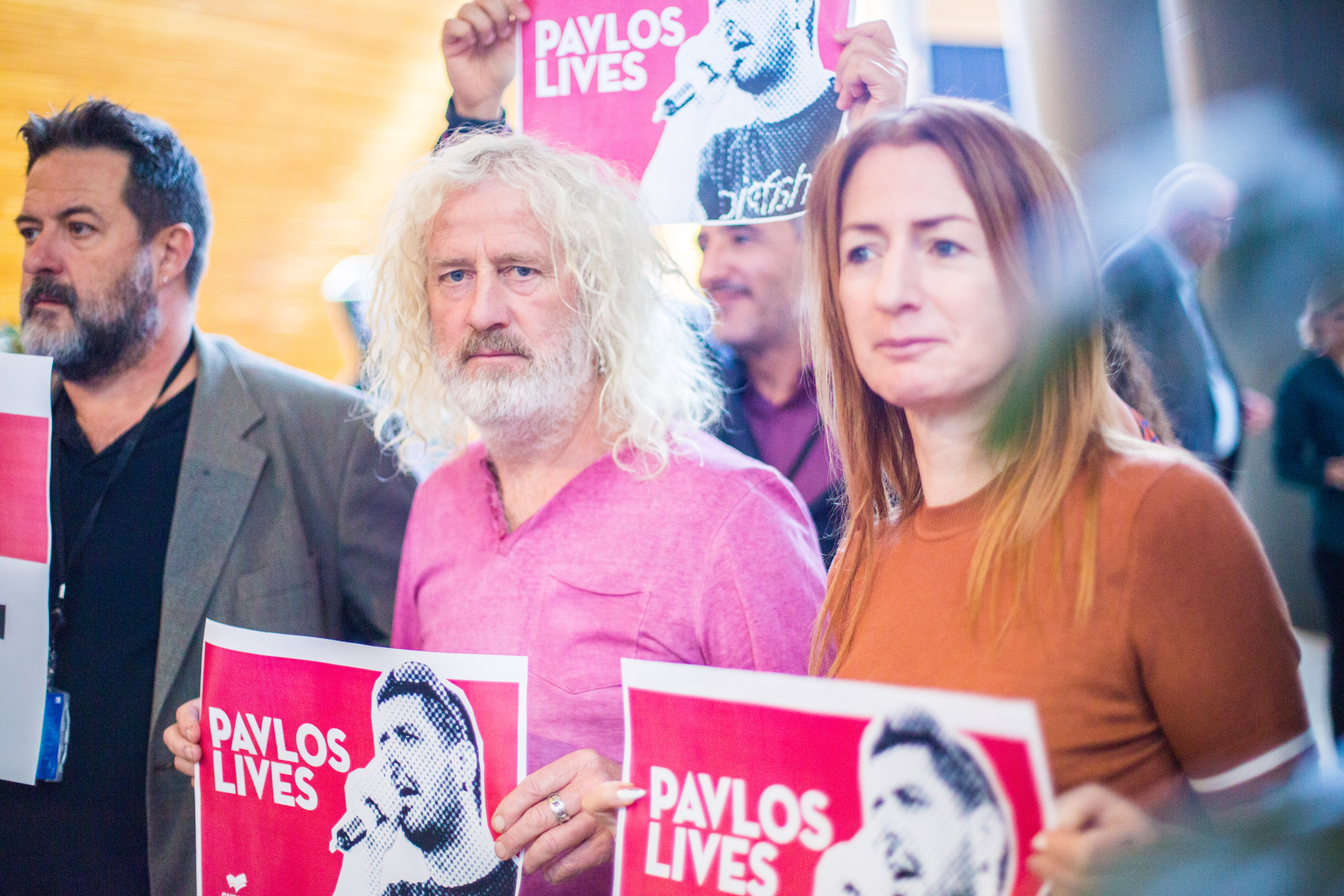
Clare Daly insieme a Mick Wallace al Parlamento Europeo (2019)

Daly ha costantemente votato contro le risoluzioni che sono state critiche nei confronti della Russia di Vladimir Putin.  Ha detto che, pur non avendo sostenuto Vladimir Putin, è "un'oppositrice impenitente della russofobia dilagante che prevale e avvantaggia solo il complesso militare-industriale". Una clip di un discorso di Daly al Parlamento europeo è stata trasmessa dai media statali russi Rossiya 1 e Channel One Russia, dove un presentatore e un ospite hanno affermato che si trattava di "prove che i politici occidentali stavano passando dal punto di vista del Cremlino sull'invasione dell'Ucraina".  Per le sue dichiarazioni sull'invasione russa dell'Ucraina, il servizio di sicurezza ucraino ha aggiunto Daly a un elenco di personaggi pubblici che ritiene diffondano disinformazione e propaganda russa. Daly ha risposto accusando il governo ucraino di una "campagna diffamatoria contro figure internazionali che si rifiutano di seguire la linea". 
Secondo l'Irish Times, le posizioni di Daly e Wallace sulla Russia di Putin hanno causato tensioni con altri membri della sinistra al Parlamento europeo. Wallace e Daly presentarono emendamenti a nome della sinistra, cercando di "annacquare" le risoluzioni contro la Russia. Hanno cercato di rimuovere una dichiarazione secondo cui un'indagine condotta dai Paesi Bassj ha scoperto che l'esercito russo aveva fornito il missile che aveva  abbattuto il volo 17 della Malaysia Airlines, uccidendo 298 civili.

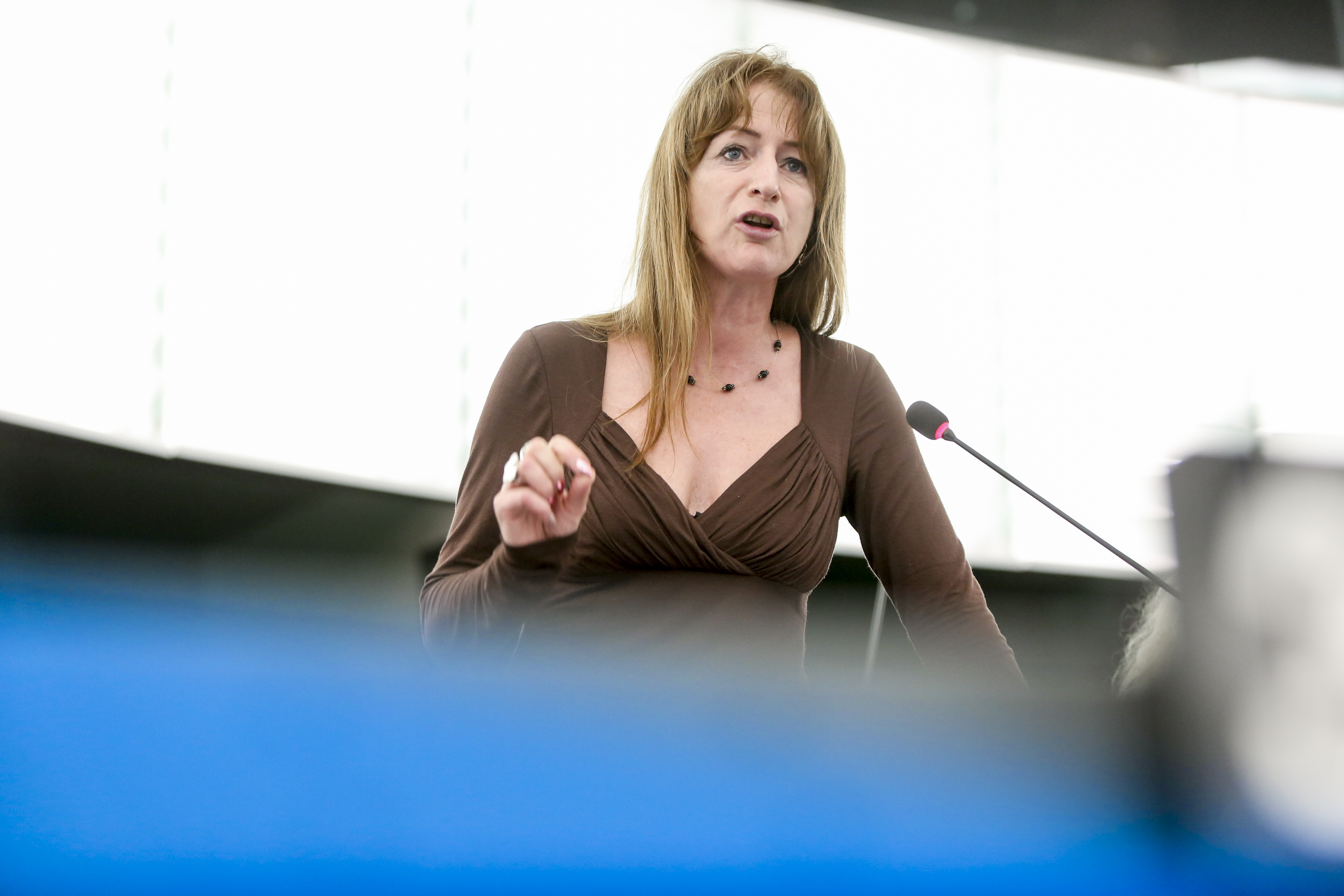
Clare Daly nel 2019

Daly ha affermato che l'occupazione russa della Crimea dal 2014 "ha il chiaro sostegno della maggioranza della popolazione".  Nel gennaio 2022, Daly ha descritto l'accumulo militare russo al confine con l'Ucraina come "chiaramente difensivo" e ha affermato che "non ci sono prove che la Russia abbia alcun desiderio di invadere l'Ucraina, non sarebbe di alcun beneficio per loro". Sullo sfondo dei timori di un'invasione, Daly è stata una dei 52 eurodeputati che hanno votato contro la concessione di 1,2 miliardi di euro di prestiti all'Ucraina, contro 598 deputati a favore.
Il 2 marzo 2022 Daly è stata tra i 13 deputati che hanno votato contro una risoluzione che condannava l'invasione russa dell'Ucraina. È stata criticata dagli elettori e da altri in Irlanda. Daly in seguito ha dichiarato di essere contraria all'invasione della Russia, ma di aver votato contro la risoluzione perché affermava anche il sostegno alla NATO e aveva chiesto l'invio di armi all'Ucraina.  Daly ha affermato che "la decisione della Russia di abbandonare la diplomazia e invadere l'Ucraina è contraria al diritto internazionale. L'unica responsabilità di questo è del presidente Vladimir Putin". Ha anche accusato la NATO di "destabilizzare l'area negli ultimi dieci anni".
Daly si è opposta alle sanzioni contro la Russia per la sua invasione dell'Ucraina. Ha detto che "la gente comune d'Europa" pagherà per le sanzioni e "non una sola vita ucraina sarà salvata". Daly ha aggiunto che l'UE e il complesso militare-industriale stanno "soffiando sul fuoco" di una "guerra per procura" con la Russia.   In seguito ha accusato l'Occidente di armare l'Ucraina "per mantenere la guerra in corso".
Nel gennaio 2023 Daly ha votato contro l'istituzione di un tribunale per indagare sulla leadership russa per crimini di aggressione contro l'Ucraina. Daly ha anche votato contro una risoluzione per dichiarare la Russia uno stato sponsor del terrorismo. Ha detto: "Condanno l'invasione della Russia e chiedo il ritiro" e ha affermato che "anche i falchi dell'amministrazione Biden hanno resistito alle pressioni per

## Vita privata
Daly ha sposato l'attivista politico Michael Murphy nel 1999,  con il quale ha avuto una figlia. La coppia si è poi separata.